# The Ultimate Fighter: Latin America 2
The Ultimate Fighter: Latin America 2 fue la segunda temporada latinoamericana del reality The Ultimate Fighter que se estrenó el 26 de agosto de 2015.
El 29 de octubre de 2014, se anunció que Kelvin Gastelum y Efraín Escudero serían los entrenadores. Como ambos pertenecen a divisiones diferentes, no hubo combate entre entrenadores como sucede habitualmente.
La temporada contó con 16 peleadores de 9 países: 6 de México, 2 de Panamá y Perú, y 1 de Argentina, Chile, España, Honduras, Nicaragua y Paraguay.

## Reparto

### Equipos
| Equipo Gastelum - Kelvin Gastelum - Uriah Hall - Víctor Dávila - Clayton Hires - Terrell Hunsinger, Jr. - Brian Beaumont | Equipo Escudero - Efraín Escudero - Augusto Mendes - John Crouch - Shaine Jaime - Jarret Aki - Benson Henderson - Yaotzin Meza |

### Peleadores
- Equipo Gastelum
  - Peso wélter: Erick Montaño, Enrique Marín, Héctor Aldana y Wilmer Fernández.
  - Peso ligero: César Arzamendia, Daniel Salas, Jonathan Ortega y Christhian Soto.
- Equipo Escudero
  - Peso wélter: Kevin Medinilla, Marco Olano, Álvaro Herrera y Vernon Ramos.
  - Peso ligero: Horacio Gutiérrez, Enrique Barzola, Polo Reyes y Óliver Meza.

## Desarrollo

### Peso ligero
|  | Cuartos de final  | Cuartos de final |                   |                   | Semifinales | Semifinales |  |                 | Final | Final |  |
|  |                   |                  |                   |                   |             |             |  |                 |       |       |  |
|  |                   |                  |                   |                   |             |             |  |                 |       |       |  |
|  | César Arzamendia  | TKO              |                   |                   |             |             |  |                 |       |       |  |
|  | César Arzamendia  | TKO              |                   |                   |             |             |  |                 |       |       |  |
|  | Óliver Meza       | 1                |                   |                   |             |             |  |                 |       |       |  |
|  | Óliver Meza       | 1                |                   | César Arzamendia  | SUM         |             |  |                 |       |       |  |
|  |                   |                  |                   | César Arzamendia  | SUM         |             |  |                 |       |       |  |
|  |                   |                  | Enrique Barzola   | 1                 |             |             |  |                 |       |       |  |
|  | Jonathan Ortega   | DU               | Enrique Barzola   | 1                 |             |             |  |                 |       |       |  |
|  | Jonathan Ortega   | DU               |                   |                   |             |             |  |                 |       |       |  |
|  | Enrique Barzola   | 3                |                   |                   |             |             |  |                 |       |       |  |
|  | Enrique Barzola   | 3                |                   |                   |             |             |  | Enrique Barzola | DU    |       |  |
|  |                   |                  |                   |                   |             |             |  | Enrique Barzola | DU    |       |  |
|  |                   |                  | Horacio Gutiérrez | 3                 |             |             |  |                 |       |       |  |
|  | Daniel Salas      | DM               | Horacio Gutiérrez | 3                 |             |             |  |                 |       |       |  |
|  | Daniel Salas      | DM               |                   |                   |             |             |  |                 |       |       |  |
|  | Horacio Gutiérrez | 3                |                   |                   |             |             |  |                 |       |       |  |
|  | Horacio Gutiérrez | 3                |                   | Horacio Gutiérrez | TKO         |             |  |                 |       |       |  |
|  |                   |                  |                   | Horacio Gutiérrez | TKO         |             |  |                 |       |       |  |
|  |                   |                  | Polo Reyes        | 1                 |             |             |  |                 |       |       |  |
|  | Christhian Soto   | TKO              | Polo Reyes        | 1                 |             |             |  |                 |       |       |  |
|  | Christhian Soto   | TKO              |                   |                   |             |             |  |                 |       |       |  |
|  | Polo Reyes        | 2                |                   |                   |             |             |  |                 |       |       |  |
|  | Polo Reyes        | 2                |                   |                   |             |             |  |                 |       |       |  |
|  |                   |                  |                   |                   |             |             |  |                 |       |       |  |

### Peso wélter
|  | Cuartos de final | Cuartos de final |               |               | Semifinales | Semifinales |  |               | Final | Final |  |
|  |                  |                  |               |               |             |             |  |               |       |       |  |
|  |                  |                  |               |               |             |             |  |               |       |       |  |
|  | Enrique Marín    | DM               |               |               |             |             |  |               |       |       |  |
|  | Enrique Marín    | DM               |               |               |             |             |  |               |       |       |  |
|  | Kevin Medinilla  | 2                |               |               |             |             |  |               |       |       |  |
|  | Kevin Medinilla  | 2                |               | Enrique Marín | SUM         |             |  |               |       |       |  |
|  |                  |                  |               | Enrique Marín | SUM         |             |  |               |       |       |  |
|  |                  |                  | Héctor Aldana | 1             |             |             |  |               |       |       |  |
|  | Héctor Aldana    | DU               | Héctor Aldana | 1             |             |             |  |               |       |       |  |
|  | Héctor Aldana    | DU               |               |               |             |             |  |               |       |       |  |
|  | Álvaro Herrera   | 2                |               |               |             |             |  |               |       |       |  |
|  | Álvaro Herrera   | 2                |               |               |             |             |  | Enrique Marín | DD    |       |  |
|  |                  |                  |               |               |             |             |  | Enrique Marín | DD    |       |  |
|  |                  |                  | Erick Montaño | 3             |             |             |  |               |       |       |  |
|  | Erick Montaño    | TKO              | Erick Montaño | 3             |             |             |  |               |       |       |  |
|  | Erick Montaño    | TKO              |               |               |             |             |  |               |       |       |  |
|  | Marco Olano      | 1                |               |               |             |             |  |               |       |       |  |
|  | Marco Olano      | 1                |               | Erick Montaño | SUM         |             |  |               |       |       |  |
|  |                  |                  |               | Erick Montaño | SUM         |             |  |               |       |       |  |
|  |                  |                  | Vernon Ramos  | 1             |             |             |  |               |       |       |  |
|  | Wilmer Fernández | DU               | Vernon Ramos  | 1             |             |             |  |               |       |       |  |
|  | Wilmer Fernández | DU               |               |               |             |             |  |               |       |       |  |
|  | Vernon Ramos     | 3                |               |               |             |             |  |               |       |       |  |
|  | Vernon Ramos     | 3                |               |               |             |             |  |               |       |       |  |
|  |                  |                  |               |               |             |             |  |               |       |       |  |

|       |  | Equipo Gastelum      |
|       |  | Equipo Escudero      |
| DU    |  | Decisión Unánime     |
| DM    |  | Decisión Mayoritaria |
| DD    |  | Decisión Dividida    |
| SUM   |  | Sumisión             |
| (T)KO |  | KO(Técnico)          |